# Jalo Sihtola
Jalo Toivo Sihtola (till 1918 Aaltonen), född 18 maj 1882 i Koskis, Tavastehus län, död 21 september 1969 i Helsingfors, var en finländsk industriman och konstmecenat. Han var far till Heikki och Hannes Sihtola. 
Sihtola blev diplomingenjör 1905, anställdes vid Ab Tornator 1916, var biträdande direktör och direktör för Enso-Gutzeits fabriker i Tainionkoski och Kaukopää 1932–1949. Han var en ivrig konstsamlare och ordförande i Finlands konstakademis fullmäktige 1957–1964. Han skänkte sin konstsamling som omfattar drygt 1 000 verk – mest finländsk och utländsk 1900-talskonst – till en stiftelse som bär hans och hustruns namn, Ester ja Jalo Sihtolan taidesäätiö. Omkring hälften av konstverken i samlingen donerades 2001 till Statens konstmuseum, vilket var den största enskilda donation museet hittills mottagit. Han tilldelades professors titel 1967.